# Vickers Mk. 1
Le Vickers Mark 1, appelé aussi Vickers 37-ton est un char de combat développé par Vickers sur fonds propres au tout début des années 1960 qui avait pour but de satisfaire le besoin de clients étrangers qui ne pouvaient financer l'achat d'un Centurion ou du Chieftain, alors futur char de combat britannique.
Le Vickers Mk. 1 est essentiellement connu pour avoir donné naissance au char indien Vijayanta. 

## Historique

### Conception et production locale
En 1961, une commission technique indienne dirigée par le lieutenant-général Sen se rendit en Europe afin de choisir le char qui serait fabriqué sous licence en Inde. Après avoir considéré le Leopard 1 et l'AMX-30, les Indiens retinrent la proposition de Vickers et un accord fut signé en août de la même année. 
Les prototypes roulèrent en 1963 et, en 1965, le premier char fabriqué dans l'usine Vickers-Armstrong à Elswick fut livré aux autorités indiennes. De manière concomitante, l'usine Indienne d'Amadi s'apprêtait à livrer les Vijayanta fabriqués localement à partir de composants en provenance du Royaume-Uni. Ce dernier transféra petit à petit la fabrication des principaux composants en Inde, y compris le canon et le moteur, si bien que l'Inde fut en mesure d'être totalement autonome pour la production et le soutien logistique d'une flotte de 1 400 chars.
Les Vijayanta ont constitué pendant trente ans la masse de manœuvre blindée de l'armée indienne. Depuis les années 2000, les Vijayanta ont été remplacés par les T-90S Bhishma d'origine russe et l'Arjun de conception nationale.
Outre l'Inde, le Koweït a reçu 70 Mk. 1 livrés entre 1970 et 1972, un certain nombre d'entre eux furent capturés par l'armée irakienne lors de l'invasion du Koweït en 1990.

## Caractéristiques techniques

### Armement

#### Principal
Le Vickers Mk. 1 est armé d'un canon L7A1 de 105 mm de conception britannique.
Le débattement du canon en site est de +20° à -7°, le pointage du canon est assuré par des moteurs électriques. 
44 munitions sont emportées au total dont 6 prêtes au tir, rangées verticalement à gauche de la culasse du canon. 13 munitions sont disposées verticalement contre les parois de la caisse autour du panier de la tourelle tandis que les 25 autres sont rangées dans un râtelier situé dans la caisse du char, à gauche du conducteur.
La gamme de munitions disponible à l'époque pour le char Vickers Mk. 1 comporte :
- L28 APDS-T : un obus perforant sous-calibré (SC) à sabot détachable, son noyau en carbure de tungstène est capable de perforer une plaque d'acier de 120 mm sous une incidence de 60° à 914 m de distance.
- L52 APDS-T : un obus perforant sous-calibré (SC) à sabot détachable, son noyau en alliage de tungstène-nickel-cuivre est capable de perforer une plaque d'acier de 120 mm sous une incidence de 60° à 1 830 m de distance. Il est équipé d'une nouvelle coiffe anti-ricochet.
- L35 HESH : un obus explosif à tête d'écrasement, il capable de générer des éclats derrière une plaque de blindage épaisse de 127 mm
- L39A SMK : un obus fumigène au phosphore blanc (OFUM).
- L15 CAN : un obus de défense rapprochée (ODR).

### Optiques et conduite de tir
Le pointage et la stabilisation de l'armement sont pris en charge par un système d'amplificateurs électroniques GEC fonctionnant à l'aide de tubes à vide.
Les Vickers Mk. 1 vendus au Koweït possédaient à la place un système transistorisé de chez AEI (Associated Electrical Industries).

### Mobilité
Le Vickers Mk. 1 est propulsé par un moteur diesel à pistons opposés Leyland L60 Mk. 4B à refroidissement liquide et à injection directe, sa puissance est de 535 bhp (542 ch) à 2 375 tr/min.
Son couple maximal est de 1 980 N m à 1 320 tr/min. Ce moteur deux temps a une cylindrée de 19 ℓ. Le L60 est dérivé du moteur d'aviation Napier Culverin, une version produite sous licence du moteur allemand Junkers Jumo 204.
La boîte de vitesses Merritt-Wilson TN 12 Hot Shift possède six rapports en marche avant et deux en marche-arrière, le passage des vitesses est effectué à la manière de celle d'une moto, avec une pédale pouvant fournir des impulsions vers le haut et le bas.
La boîte intègre une direction dite "régénérative", à triple différentiel. 
Le train de roulement de type Vickers à six galets, avec trois rouleaux porteurs par chenille pour supporter le brin supérieur. Les chenilles à axes secs ont une largeur de 520 mm et possèdent chacune 96 patins en acier au manganèse pouvant recevoir des semelles en caoutchouc amovibles.
La suspension comprend douze barres de torsion, les premiers, deuxièmes et sixièmes galets de roulement comportent un amortisseur ainsi qu'une deuxième petite barre de torsion supplémentaire montée sur le bras de suspension, cette dernière est mise en œuvre lorsque la suspension est en phase de compression.
Le Vickers Mk. 1 est parfaitement amphibie. Une jupe de flottaison escamotable en nylon renforcé pouvant être érigée autour du haut du châssis entre 15 et 30 minutes, les chenilles assurant la propulsion du char dans l'eau à une vitesse de 6,4 km/h.

### Blindage
| Zone concernée       | épaisseur réelle | incidence | épaisseur à l'horizontale |
| -------------------- | ---------------- | --------- | ------------------------- |
| Glacis avant         | 60 mm            | 58°       | 113 mm                    |
| Avant de la caisse   | 80 mm            | 35°       | 98 mm                     |
| Côtés de la caisse   | 30 mm            | 30 mm     | 30 mm                     |
| Arrière de la caisse | 20 mm            | 5°        | 20 mm                     |
| Plancher             | 17 mm            | 17 mm     | 17 mm                     |
| Masque               | 80 mm            | 16°       | 83 mm                     |
| Avant tourelle       | 60 mm            | 15°       | 62 mm                     |
| Côtés tourelle       | 40 mm            | 15°       | 41 mm                     |
| Arrière tourelle     | 40 mm            | 11°       | 41 mm                     |
| Plancher             | 25 mm            | 25 mm     | 25 mm                     |

## Variantes
- Mk. 1 : modèle original du char Vickers Mk. 1.
- Vijayanta (Vijayanta) : Mk. 1 produit localement en Inde, identique au Mk. 1 à quelques détails près.
- Al Jahra : appellation locale des Mk. 1 vendu au Koweït en 1970. Des modifications ont été effectuées au niveau des filtres à air du moteur afin de conserver ses performances dans un environnement désertique. Le dispositif de pointage du canon est désormais effectué à l'aide d'un système transistorisé de chez AEI (Associated Electrical Industries). Les sixièmes galets de roulement sont repositionnés un peu à l'arrière du châssis dans le but d'augmenter la surface de contact au sol de chaque chenille afin de réduire la pression au sol et de faciliter le franchissement de tranchées. Les Al Jahra sont dépourvus de jupe de flottaison escamotable.
- Mk. 1(i) : Mk. 1 remotorisé en 1969 avec le moteur diesel General Motors Detroit Diesel 12V-71T d'une puissance de 720 ch, un manchon anti-arcure à a été ajouté sur le tube du canon L7 (prenant alors l'appellation de L7A2), et la couronne d'épiscopes est remplacée par le tourelleau No 15 Mk. 2 du Chieftain.